# 龍安縣 (綿州)
龍安縣，唐所置的一個縣，唐改金山縣曰龍安；宋改曰安昌縣，尋復故；元改置安州，省縣入之。故城在今四川省安縣東北九十里。